# ناحية قهواره
CSD
ناحية قهواره (بالفارسية: بخش گهواره) هي ناحية في مقاطعة دالاهو، محافظة كرمانشاه، إيران. حسب إحصاء 2016، بلغ عدد سكان الناحية 15606 فردا في 4397 عائلة. بالناحية مدينة واحدة هي قهواره، وبها منطقتان ريفيتان هما قسم غوراني الريفي وقسم قلخاني الريفي.